# Rumont (Meuse)
Rumont je francouzská obec v departementu Meuse v regionu Grand Est. Žije zde 84 obyvatel.

## Geografie

### Sousední obce
| Růžice kompasu |                 | Érize-la-Brûlée    | Villotte-sur-Aire | Růžice kompasu |
| Růžice kompasu | Vavincourt      | Sever              | Levoncourt        | Růžice kompasu |
| Růžice kompasu | Vavincourt      | Rumont (Meuse)     | Levoncourt        | Růžice kompasu |
| Růžice kompasu | Vavincourt      | Jih                | Levoncourt        | Růžice kompasu |
| Růžice kompasu | Naives-Rosières | Érize-Saint-Dizier |                   | Růžice kompasu |